# ستيوارت ماكفي
ستيوارت ماكفي (بالإنجليزية: Stewart McPhee)‏ (5 يناير 1965 في المملكة المتحدة - ) هو لاعب كرة قدم بريطاني في مركز الوسط. لعب مع نادي ميدلزبره وويتبي تاون ‏ وNorton & Stockton Ancients F.C. ‏ ودارلينجتون إف سى.